# Rayne Marcus
Pour les articles homonymes, voir Marcus.
 (décembre 2023).
Si vous disposez d'ouvrages ou d'articles de référence ou si vous connaissez des sites web de qualité traitant du thème abordé ici, merci de compléter l'article en donnant les références utiles à sa vérifiabilité et en les liant à la section « Notes et références ».
Rayne Marcus est une actrice et productrice américaine. Elle joue également dans des pièces de théâtre. Elle sait chanter et danser. Elle danse de la salsa, le swing, des claquettes et le ballet.
Elle fait aussi de la voix off. En 2002, elle apparaît aux côtés de Mark Dacascos et Rutger Hauer, John Rhys-Davies dans le film Impact imminent (Scorcher). En 2013, elle a produit les trois premiers épisodes de la nouvelle série de télé réalité : The New Atlanta.

## Filmographie
- 1999 : Jack and Jill (série télévisée) (1re saison : épisode The Awful Truth) : girlfriend
- 1999 : Hang Time (épisode Extreme Eugene) : Skye
- 1999 : Sept à la maison (4e saison : épisode Dirty Laundry) : fille n°2
- 2000 : Undressed (2e saison : épisode Sexual fantasies) : Megan
- 2000 : Undressed (2e saison : épisode Scary movies) : Megan
- 2000 : Undressed (2e saison : épisode 13) : Megan
- 2000 : Nikki (1re saison : épisode No Sex, no Mary, no Title) : dancer
- 2000 : Nikki (1re saison : épisode Won't you beat my neighbor?) : dancer
- 2001 : Nikki (1re saison : épisode Dream weaver) : dancer
- 2001 : Nikki (1re saison : épisode One wedding and a funeral) : dancer
- 2002 : Sexe et Dépendances (1re saison : épisode The gas Crisis) : Kim
- 2002 : Sexe et Dépendances (1re saison : épisode Mike & Liz & Chau & Jordan) : Jordan
- 2002 : Sexe et Dépendances (1re saison : épisode The unkindest cut) : Jordan
- 2002 : Impact imminent (Scorcher) : Faith Beckett
- 2005 : Happy Endings (le film)| : Annette
- 2005 : Horror High : Martha
- 2010 : Love tap: The movie : Ally
- 2010 : Lost Angeles : CC
- 2014 : The Extendables (it) : Kleenex girl

## Théâtre
- Happy days 1st national tour
- Dog sees god
- Evita
- White Christmas
- Tap girls
- Radio city music hall
- This joint is jumpin
- Caught in the act-Rayne Marcus & Bindi Dundat (The Pussycat Song)

## Production
- 2013 : The New Atlanta Watch your back (associate producer)
- 2013 : The New Atlanta Dine, Dash& party-crash (associate producer)
- 2013 : The New Atlanta Ejectedé Rejected (associate producer)